# Szírosz
Szírosz (görög írással Σύρος) sziget az Égei-tengerben, Görögország területén. A Kükládok szigetcsoport
tagja, Ándrosztól délre fekszik.
A sziget területe egy magyar kisváros, Mosonmagyaróvár közigazgatási területéhez hasonló.

## Történelem
A régészeti adatok szerint először a történelem előtti időkben (Kr.e 4000) lakott volt.
A Kr. e. 5. században a föníciaiak telepedtek le itt. 
A középkorban, 1207-ben a velenceiek vették át az irányítást a régió felett. 1537-ben a törökök foglalták el.
A mai szigetlakók a 13. században betelepült velenceiek és franciák katolikus vallásukat őrző utódai és a török mészárlások elől Chiosz és Pszara szigetéről idemenekült görögök leszármazottai.
A kicsiny sziget a 19. század első felében élte virágkorát. A sziget fővárosa, Ermupolisz az első gőzhajók korában gazdag, nyüzsgő forgalmú kikötő volt, szinte Délosz ókori szerepét vette át. A 19. század végén, amikor elkészült a Korinthoszi-csatorna, Pireusz rövid idő alatt élre tört, a gőzhajóknak nem volt immár szükségük közbülső állomásra Kis-Ázsia és a görög szárazföld közötti tengeri úton.

## Fordítás
Ez a szócikk részben vagy egészben  a   Siros című angol Wikipédia-szócikk fordításán alapul.  Az eredeti cikk szerkesztőit annak laptörténete sorolja fel. Ez a jelzés csupán a megfogalmazás eredetét és a szerzői jogokat jelzi, nem szolgál a cikkben szereplő információk forrásmegjelöléseként.